# Coyotus Interruptus
Coyotus Interruptus er en betegnelse for det tegnefilmsfænomen at en figur der løber ud over en skrænt først påvirkes af tyngdekraften (altså: falder) i det øjeblik figuren bliver klar over at den ikke længere har fast grund under fødderne.
Betegnelsen er opfundet i forbindelse med en konkurrence i tidsskriftet New Scientist.